# 8832 Altenrath
A 8832 Altenrath (ideiglenes jelöléssel 1989 EC3) a Naprendszer kisbolygóövében található aszteroida. Eric Walter Elst fedezte fel 1989. március 2-án.